# Karen J. Klint
Karen Johanne Klint (født 6. oktober 1947 i Hemmerslev) var folketingsmedlem for Socialdemokraterne for Vejle Amtskreds fra 11. marts 1998 og for Vejle Sydkredsen (Sydjyllands Storkreds) fra 13. november 2007.
Karen Klint valgte i 2018 ikke at genopstille ved det næste folketingsvalg.
Karen Klint er datter af husmand Chr. Regnar Jensen og Inger Klint Jensen.
Realeksamen. Socialpædagog 1970. Merkonom i personaleledelse Handelsskolen, Vejle. Etårig videreuddannelse Socialpædagogisk Højskole, Gedved.
Omsorgsassistent og afdelingsleder 1970-80 Forsorgscentret i Bregning, pædagogisk konsulent 1980-87, stedfortræder i voksen- & handicapafdelingen Vejle Amt 1988-93. Årskursus 1993-94. Konstitueret centerleder Sønderparken, Hornsyld, 1994-98.
Medlem af Børkop Byråd 1978-80 og Vejle Byråd 1986-98. Medlem af Kommuneforeningen i Vejle Amt 1990-94. Medlem af Socialdemokratiets bestyrelse Bredballe fra 1994. Medlem af bestyrelsen for Jelling Statsseminarium 1990-98 og medlem af bestyrelsen på Vejle Fjord, center for hjerneskadede fra 2000.
Medlem af hovedbestyrelsen for Åndssvageforsorgens Personaleforbund 1976-79 og hovedbestyrelsen for Danmarks Skolebiblioteks Forening 1990-98. Formand for Social Udviklings Fond (SUF) 1995-98.
Partiets kandidat i Vejle-Jellingkredsen 1998.